# NoteWorthy Composer

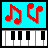
Logo do Software.

NoteWorthy Composer é um software (tipo shareware) de edição de partituras, para o computador, produzido pela  Noteworthy Sotfware. Este editor oferece ferramentas que permite: criar, gravar, editar, imprimir e reproduzir as suas próprias partituras na notação músical básica.

## Características
As partituras usam o sistema MIDI, permitindo, salvamento das partituras com a extensão *.mid e reprodução nos instrumentos sintetizadores. Além de criar partituras, possui o recurso de transposição para adaptar partes da partitura em diferentes claves.

## Versões lançadas
- 1.0
- 1.5
- 1.75
- 2.0
- 2.1 (atual)